# 揚州十日記

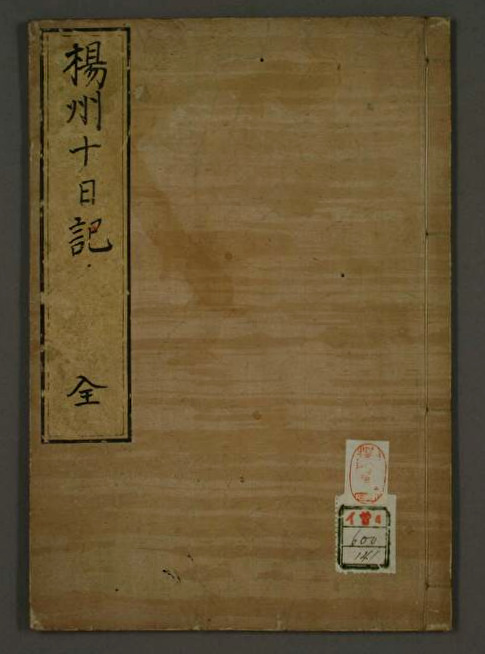
曲亭馬琴旧蔵『揚州十日記』の写本。滝沢宗伯（馬琴の息子）筆写。

『揚州十日記』（ようしゅうじゅうじつき、拼音：Yáng zhōu shí rì jì）とは、明末清初時代に王秀楚が著作した稗史（はいし、小説風の歴史書）で、『明季稗史初編』のひとつである。

## 概要
著作者の王秀楚は当時揚州に在住していた無名の一市民であると推定され、この著作は1645年（順治2年）の清軍と明軍による揚州攻防とその後の清軍による略奪・殺戮行為を、自身の見聞を中心に描いたものである。清軍による虐待行為の描写を含んでいるため、清朝支配下では禁書となり公には刊行されなかったが、写本などの形で秘密裏に流通した。1808年（文化5年 / 嘉慶13年）以前に日本にも将来している。
1911年の辛亥革命以前には清朝を打倒し漢民族を復興させるという「滅満興漢」のスローガンとともに、清朝への敵愾心を掻き立てるためのバイブルともなった。

## 内容
1645年（順治2年）、清のヌルハチの十五男の豫親王ドド（多鐸）の軍が、揚州で史可法指揮下の明の残軍を陥落させた。
陥落後、清軍は旧暦4月25日から5月5日まで大規模な略奪と殺戮を行い、死者数は80万となった、といわれている。
寺院で火葬された遺体は約80万体となった。
原文に以下の様にある。
初二日、傳府道州縣已置官吏、執安民牌遍諭百姓、毋得驚懼。又諭各寺院僧人焚化積屍；而寺院中藏匿婦女亦復不少、亦有驚餓死者、査焚屍簿載其數、前後約計八十萬餘、其落井投河、閉戸自焚、及深入自縊者不與焉。